# Ferdinand Hiller
Ferdinand Hiller (Majna-Frankfurt, 1811. október 24. – Köln, 1885. május 11.) német zeneszerző, karmester és író.

## Élete
Aloys Schmitt, Vollweiler és Hummel voltak a mesterei. Már mint kitűnő zongorista élt Párizsban 1828-tól 1835-ig, Alexandre-Étienne Choron zeneiskolájában tanítva és hangversenyeket adva. Milánóban Romilda című operáját (1839) előadatta, Drezdában másik kettőt. Ezután 1847-ben városi karnagy lett Düsseldorfban, 1850-ben pedig Kölnben. 1884-ben vonult nyugalomba, de 1851-től 1852 novemberéig a párizsi olasz operát vezette. A kölni konzervatóriumot és a Gürzenich-hangversenyeket igazgatta. Közel 200 zeneműve közt 6 opera, 2 oratorium, kántáték, kamarazene- és kisebb-nagyobb énekművek, zongoradarabok. Híres tanítványa volt Max Bruch.

## Művei
- Die Musik und das Publikum (1864)
- Beethoven (1871)
- Aus dem Tonleben unserer Zeit (2 kötet, 1868, új gyűjtemény 1871)
- Musikalisches und Persönliches (1876)
- Briefe an eine Ungenannte (1877)
- Wie hören wir Musik? (1880)
- Goethes musikalisches Leben (1883)
- Erinnerungsblätter (1884)